# Acıgöl
Acıgöl là một huyện thuộc tỉnh Nevşehir, Thổ Nhĩ Kỳ. Huyện có diện tích 497 km² và dân số thời điểm năm 2007 là 21846 người, mật độ 44 người/km².